# 前15世纪
| 千纪： | 前3千纪 \| 前2千纪 \| 前1千纪 |
| 世纪： | 前18世纪 \| 前17世纪 \| 前16世纪 \| 前15世纪 \| 前14世纪 \| 前13世纪 \| 前12世纪                                                         |
| 年代： | 前1490年代 \| 前1480年代 \| 前1470年代 \| 前1460年代 \| 前1450年代 \| 前1440年代 \| 前1430年代 \| 前1420年代 \| 前1410年代 \| 前1400年代 |

前1500年至前1401年的这一段期间被称为前15世纪。

## 重要事件、发展与成就
- 科学技术

- 战争与政治

- 公元前15世纪的天灾人祸

- 文化娱乐
  - 原始凱爾特語進入不列顛島。

- 社會與經濟
  - 中國商人出入塔克拉瑪干沙漠邊緣，購買產自現新疆地區的和田玉石，同時出售海貝等沿海特產，同中亞地區進行小規模貿易往來。[來源請求]

- 疾病与医学

- 环境与自然资源

- 宗教與哲學